# بيتزا الفصول الأربعة
بيتزا أو بتزة الفصول الأربعة هي مجموعة متنوعة من البيتزا التي تُحضر بنكهات مختلفة منقسمة إلى أربعة أجزاء مختلفة كل منها يشير إلى أحد فصول السنة الأربعة. تتكون البيتزا من أربعة مكونات مميزة من موسمها: فالفطر يمثل الخريف، ولحم الخنزير والزيتون يوافقان الشتاء، والخرشوف: يمثل الربيع، وأخيراً الطماطم والريحان يمثلان الصيف.يُستعاض عن هذا الرابع الأخير بسلامي حار أو نقانق في مناطق أُخَر.

## تحضير
تُحضر تقليديا بعجينة البيتزا و تكون القاعدة صلصة الطماطم المقشرة والمتزرلة وزيت الزيتون البكر الممتاز. ثم ترتب في الأجزاء الأربعة المختلفة منفصلة: القديد أو الزيتون والخرشوف بالزيت والطماطم أو الريحان والفطر. يمكنهم أيضًا استخدام نكهات مختلفة لاضافتها للأرباع الأربعة.

## المتغيرات
توجد مكونات بيتزا الفصول الأربعة نفسها ، وإن كانت مبعثرة في بيتزا Capricciosa.